# Robert McNeil

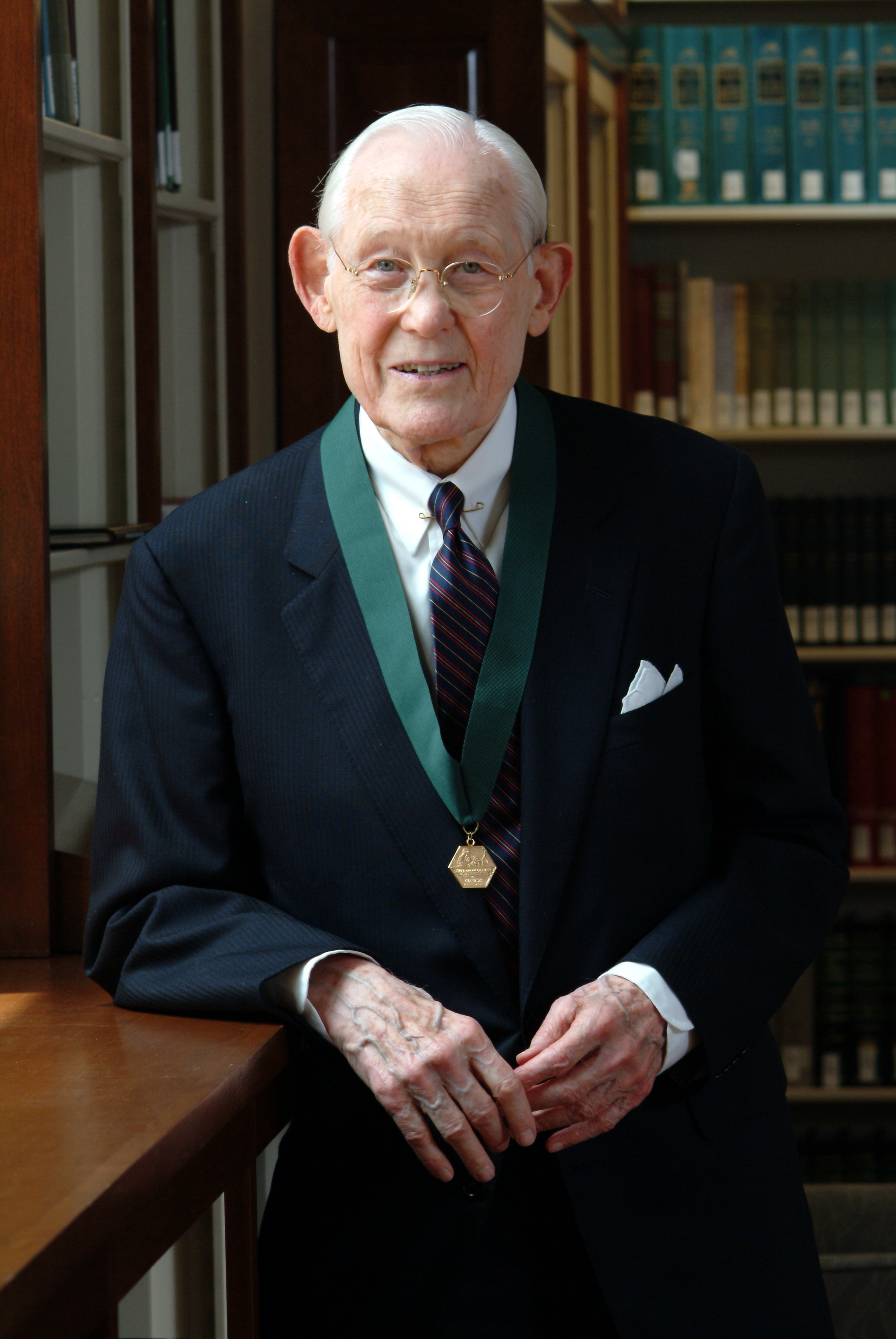
Robert L. McNeil Jr

Robert Lincoln McNeil, Jr. (Bethel, 13 de julho de 1915 - Wyndmoor, 20 de maio de 2010) foi um químico e farmacêutico americano. McNeil foi responsável pela criação do nome do medicamento Tylenol (paracetamol) e sua introdução no mercado farmacêutico no ano de 1955.

## Biografia
Graduado em 1936 pela Universidade de Yale em bioquímica e bacteriologia, após trabalhar um tempo na empresa de sua família foi também graduado farmacêutico na Universidade de Ciências da Filadélfia, em 1938
Introduziu o paracetamol no mercado em 1955 para concorrer com a Aspirina. A molécula já havia sido descoberta no século 19, mas ainda não era usada devido ao desconhecimento de seus efeitos benéficos. Durante cinco anos o medicamento só foi vendido através de prescrição médica.
O laboratório da empresa de sua família, o Laboratório McNeil, foi vendido para a Johnson & Johnson e ele passou a trabalhar para esta empresa como executivo até 1964. Após sua aposentadoria promoveu doações para o Museu de Arte e ao zoológico da Filadélfia.